# Papahānaumokuākea
Il Monumento nazionale marino di Papahānaumokuākea (Papahānaumokuākea Marine National Monument), noto semplicemente come Papahānaumokuākea, è un monumento nazionale statunitense esteso su un'area di circa 360.000 km² di acque oceaniche, comprendente dieci isole e atolli del nord-ovest delle Hawaii, a circa 1900 km dalle isole principali dell'arcipelago. Il nome deriva dalla dea Papahanaumoku della mitologia hawaiiana (nome che può essere tradotto letteralmente con "luogo dove nascono le isole").
È stato dichiarato monumento nazionale degli Stati Uniti il 15 giugno 2006, durante l'amministrazione del presidente George W. Bush. Il 30 luglio 2010, nel congresso di Brasilia, l'UNESCO lo ha dichiarato Patrimonio dell'umanità; il sito dell'UNESCO ne dà una estesa descrizione, dicendo tra l'altro:
«L'area ha un profondo significato cosmologico e tradizionale per la cultura autoctona hawaiiana, come ambiente naturale ancestrale, come incarnazione del concetto hawaiiano di appartenenza dell'uomo al mondo naturale, e come luogo dove si crede che la vita abbia inizio e vi ritorni dopo la morte. Su due delle isole, Nihoa e Makumanamana, sono presenti siti archeologici relativi alla colonizzazione pre-europea delle isole e al loro uso. Gran parte del monumento è composta da habitat pelagici e acque profonde, con caratteristiche tipiche come lingue di terra affioranti o sommerse, estesi banchi corallini e lagune. È un'area marina protetta tra le più vaste del mondo.»

## Descrizione

### Territorio

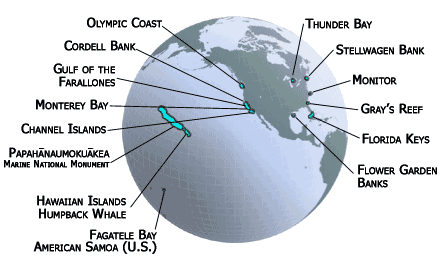
Mappa di localizzazione globale di tutti i siti nel sistema del santuario marino nazionale degli Stati Uniti

Il monumento copre circa 1.510.000 km² di barriere coralline, atolli e mare poco profondo e profondo (fino a 320 km al largo) nell'Oceano Pacifico, un'estensione maggiore che in tutti i parchi nazionali americani messi insieme. Il monumento copre più del 10% dell'habitat della barriera corallina a bassa profondità (cioè fino a 180 m) nel territorio degli Stati Uniti. È leggermente più grande del Parco marino della Grande barriera corallina australiano (345.400 km²), circa quanto le dimensioni della Germania (357.582 km²).
Le isole incluse nel monumento fanno tutte parte dello Stato delle Hawaii, ad eccezione dell'atollo di Midway, che fa parte dell'area insulare delle isole minori esterne degli Stati Uniti d'America. Henderson Field, sull'atollo di Midway, permette l'accesso aereo al monumento.

### Zonazione
I ricercatori federali hanno provveduto e provvedono ancora alla zonazione del monumento. Una spedizione del 2010 ha raggiunto l'atollo di Kure e i subacquei impegnati nell'azione hanno raggiunto i 76 m di profondità, scoprendo nuove varietà di coralli e altre specie ittiche: alcuni di essi sono esposti presso l'acquario di Waikiki, a Honolulu.
Il 3 agosto 2015, i subacquei hanno rinvenuto in zona il relitto della USNS Mission San Miguel (T-AO-129): l'imbarcazione affondò l'8 ottobre 1957, quando si incagliò nella barriera di Maro navigando a tutta velocità e in zavorra. I ricercatori hanno mappato e studiato il relitto in situ.
È stata di recente scoperta una variante di alghe che ha ucciso vaste porzioni della barriera corallina: si è trattato di una scoperta avvenuta a pochi mesi di distanza dal rinvenimento, avvenuto il 21 ottobre 2019, della portaerei giapponese Akagi, affondata durante la battaglia delle Midway, e individuata dalla nave da ricerca RV Petrel.

## Flora e fauna

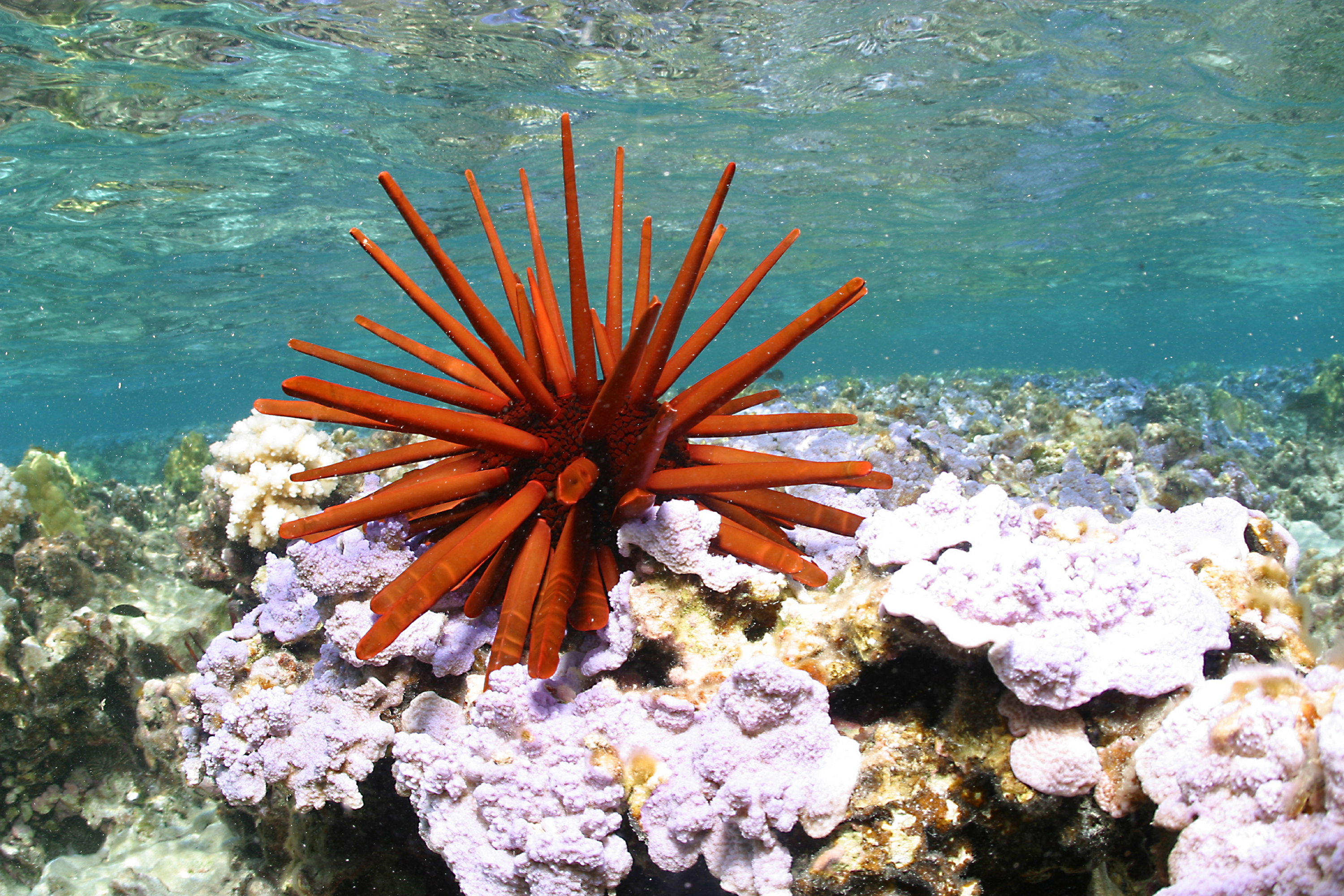
Riccio matita ardesia (Heterocentrotus mamillatus) a Papahānaumokuākea

In zona vivono circa 7.000 specie, un quarto delle quali sono endemiche: a titolo di esempio, si possono citare la tartaruga embricata (Eretmochelys imbricata), in via di estinzione, la minacciata tartaruga verde (Chelonia mydas), la foca monaca delle Hawaii (Neomonachus schauinslandi), il fringuello di Laysan (Telespiza cantans), il fringuello di Nihoa (Telespiza ultima), in via di estinzione, la cannaiola di Nihoa (Acrocephalus familiaris kingi), il germano di Laysan (Anas laysanensis), uccelli marini come l'albatro di Laysan (Phoebastria immutabilis), numerose specie vegetali tra cui varianti delle palme di Nihoa (Pritchardia remota) e numerosi artropodi. Secondo The Pew Charitable Trusts, le comunità di nefropidi (Nephropidae) non si sono riprese dalle modalità di allevamento intensivo messe in atto negli anni '80 e '90, che è oggi vietata; le attività di pesca rimanenti sono sovrasfruttate.
Il National Marine Fisheries Service (NMFS) riferisce che diverse specie non si sono ancora completamente riprese da un cambiamento su larga scala nell'ecosistema oceanico che ha colpito il Pacifico settentrionale durante la fine degli anni '80 e l'inizio degli anni '90. Questo spostamento ha ridotto la presenza di comunità importanti come i palirunidi (Palinuridae), vari uccelli marini e foche monache hawaiane. La pesca commerciale è stata sospesa nel 2011 e da allora il sito è sottoposto a diverse politiche di conservazione in maniera costante, con eccezioni riguardanti gli usi tradizionali dei nativi hawaiani e turismo limitato.

## Storia

### Le origini

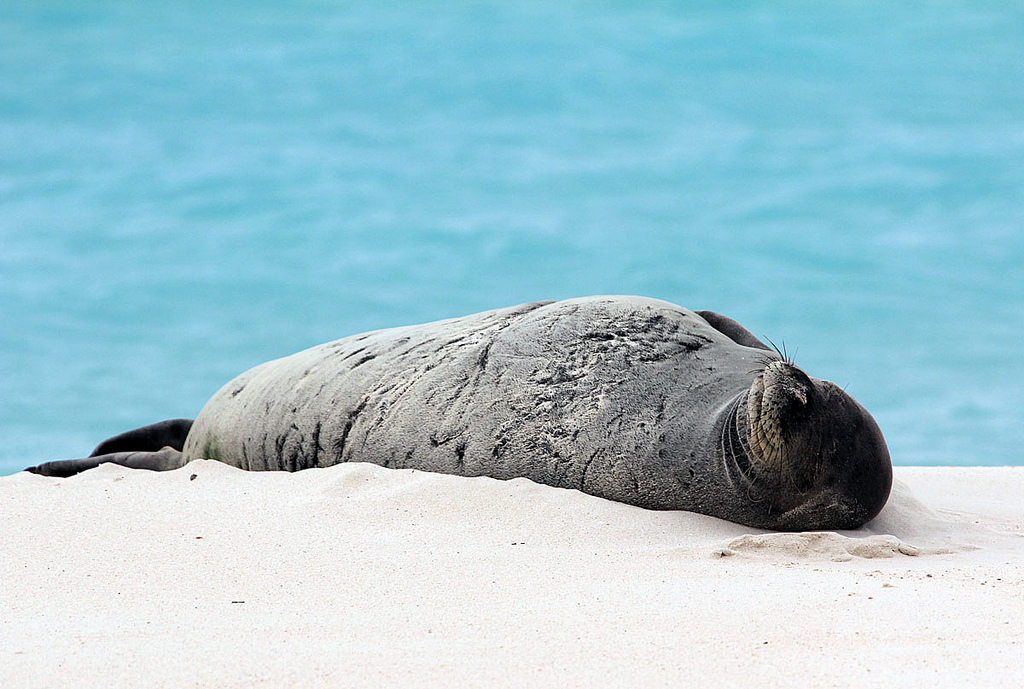
Foca monaca delle Hawaii (Neomonachus schauinslandi)

Le isole hawaiane nordoccidentali (in inglese Nortwestern Hawaiian Islands o, in acronimo, NWHI) furono protette per la prima volta il 3 febbraio 1909, quando il presidente degli Stati Uniti Theodore Roosevelt istituì la riserva di uccelli delle isole hawaiane tramite l'ordine esecutivo 1019, in risposta alla caccia eccessiva di uccelli marini e in riconoscimento dell'importanza del sito di nidificazione. Il presidente Franklin D. Roosevelt lo convertì nella riserva nazionale delle isole hawaiane nel 1940. Seguì una serie di ulteriori protezioni la quale culminò con la creazione della riserva naturale dell'atollo di Midway nel 1988, del santuario naturale statale dell'atollo di Kure nel 1993 e della riserva dell'ecosistema della barriera corallina delle isole hawaiane nord-occidentali nel 2000.

### Prime iniziative
Il presidente Bill Clinton istituì la riserva dell'ecosistema della barriera corallina delle isole hawaiane nordoccidentali il 4 dicembre 2000, con l'ordine esecutivo 13178: il provvedimento innescò poi un processo che sarebbe poi culminato, con l'intervento nel 2005 del governatore delle Hawaii Linda Lingle, con la designazione delle acque locali come area marina protetta.
Nell'aprile 2006, il presidente George W. Bush e sua moglie assistettero ala proiezione del film documentario "Voyage to Kure" alla Casa Bianca in compagnia del regista, Jean-Michel Cousteau. Colpito dal fascino della flora e della fauna locale, Bush si attivò presto allo scopo di tutelare meglio l'area.

### Istituzione legislativa e ampliamenti

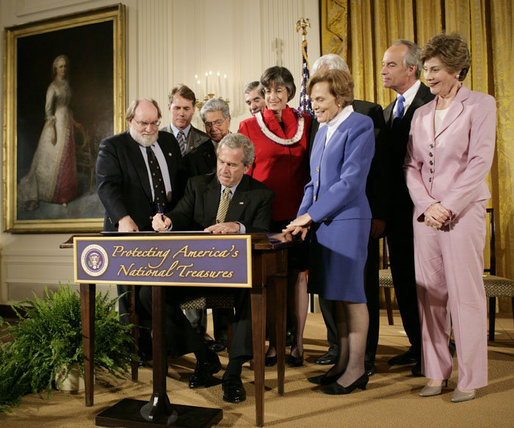
George W. Bush firma il Proclamation 8031 per stabilire il monumento il 15 giugno 2006

Il 15 giugno 2006, Bush firmò il Proclamation Act 8031, con cui si designavano le acque delle isole hawaiane nordoccidentali alla stregua monumento nazionale ai sensi dell'Antiquities Act del 1906. L'utilizzo di tale norma aggirò il normale iter di consultazioni e permise una più rapida proclamazione dell'area protetta: si trattò del secondo caso in cui il presidente Bush usufruì dell'Antiquities Act, in seguito alla dichiarazione dell'African Burial Ground National Monument a Manhattan nel febbraio 2006. Il processo legislativo per il coinvolgimento delle aree interessate nella pianificazione e gestione di un'area marina protetta aveva già richiesto cinque anni di lavori, ma la repentina istituzione delle isole nordoccidentali hawaiane come monumento nazionale, piuttosto che come santuario, consentì una protezione immediata e più efficace, essendo tra l'altro questa stessa revocabile solo per legge.
Joshua Reichert ribadì l'importanza della designazione tempestiva asserendo a tal proposito:
Dalle NWHI giungeva circa la metà del pescato poi venduto localmente alle Hawaii. Poiché le specie ittiche locali sono molto apprezzate a livello gastronomico e dai consumatori, si è preferito limitare l'accesso ai pescatori a un massimo di otto navi, lunghe al massimo 18 m. Frank McCoy, allora presidente del Consiglio del Western Pacific Regional Fishery Management, ha affermato:

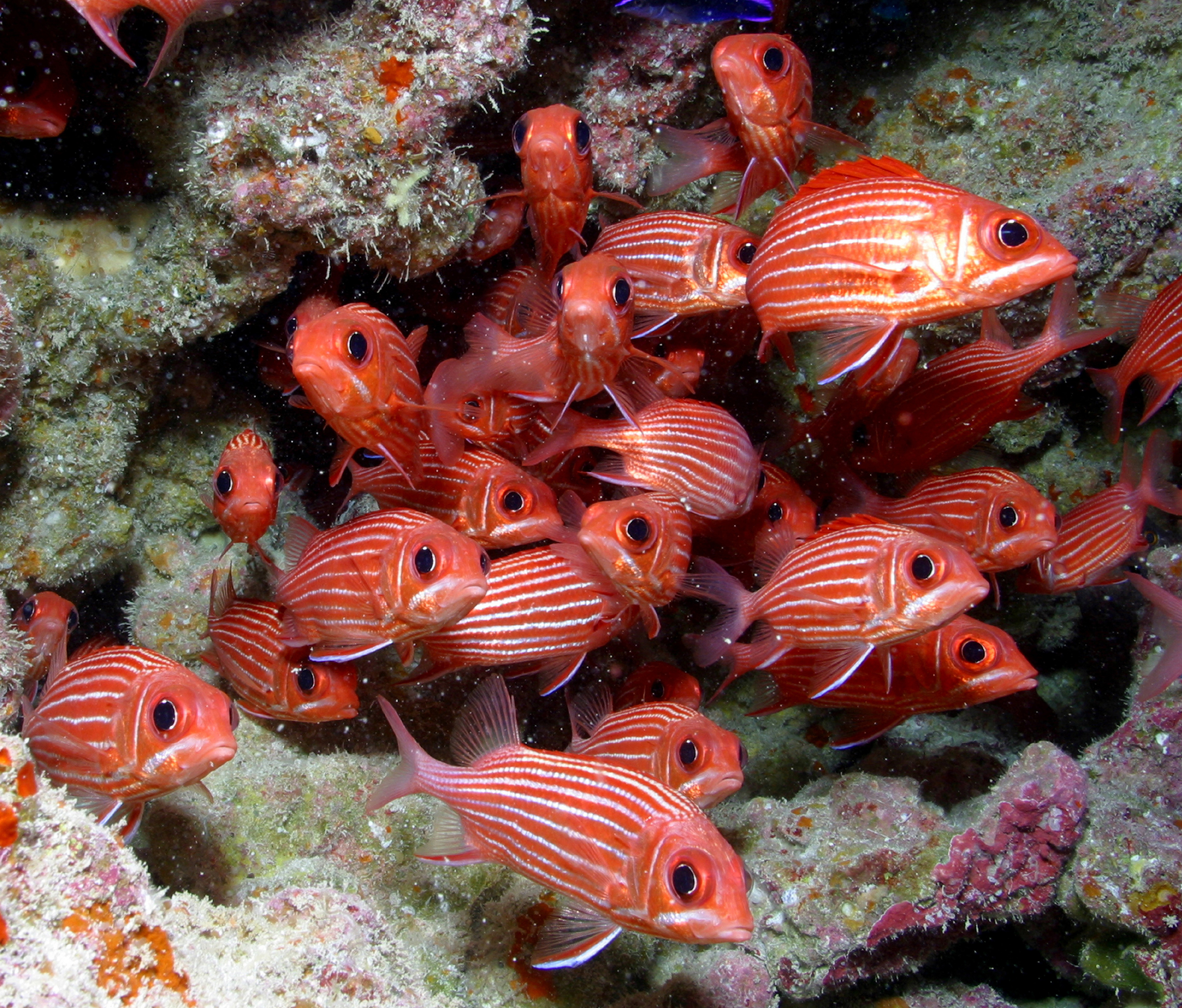
Pesce scoiattolo a strisce (Sargocentron xantherythrum) presso French Frigate Shoals, Papahānaumokuākea

Il servizio nazionale per la pesca marittima pubblicò dei rapporti che attestavano lo stato di salute delle specie ittiche del NWHI: la pesca commerciale a bassa profondità e pelagica, nonché la pesca ricreativa catch & keep e catch & release furono ritenute compatibili con gli scopi e gli obiettivi del santuario marino nazionale che si intendeva nominare presso le NWHI.
Il 27 febbraio 2007, il presidente Bush emendò la Proclamazione 8031 inaugurando da allora il monumento "Papahānaumokuākea", la cui definizione si ispira ai nomi della dea creatrice hawaiana Papahānaumoku e di suo marito Wākea. Il 1º marzo, la first lady Laura Bush visitò l'atollo di Midway e il 2 marzo si tenne una cerimonia per rinominare il Washington Place a Honolulu. Alla cerimonia, Laura Bush e il segretario degli interni Dirk Kempthorne annunciarono il cambio di nome e contribuirono a sensibilizzare l'opinione pubblica sul sito protetto. Il 15 maggio 2007, il presidente Bush ha annunciato la sua intenzione di assegnare al monumento lo status di Area marina particolarmente sensibile (PSSA), in maniera tale da "spingere i marinai a esercitare cautela nelle aree ecologicamente importanti, sensibili, ed esposte a rischio". Nell'ottobre 2007, il Comitato per la protezione dell'ambiente marino dell'Organizzazione marittima internazionale designò ufficialmente il monumento come PSSA.
Nell'agosto 2016, il presidente Barack Obama ha esteso la zona protetta di circa quattro volte, rendendo il sito la più vasta area marina tutelata del mondo.

### Patrimonio dell'umanità
Il 30 gennaio 2008, il Dipartimento degli interni degli USA aggiunse il monumento a un elenco provvisorio di 14 siti proposti per essere presi in considerazione nell'elenco dei patrimoni dell'umanità stilato dall'UNESCO. Il Federal Interagency Panel for World Heritage accettò ufficialmente la raccomandazione nel novembre 2008: trattandosi di un sito che comprendeva sia risorse naturali sia culturali, l'Unione internazionale per la conservazione della natura (IUCN) si occupò dei primi aspetti, mentre il Consiglio internazionale dei Monumenti e dei Siti (ICOMOS) valutò i secondi.
Il monumento nazionale fu iscritto nei siti patrimonio mondiale nel luglio 2010 con il nome di "Papahānaumokuākea" nel corso della 34ª sessione del Comitato del patrimonio mondiale tenutasi a Brasilia.

### Gestione attuale

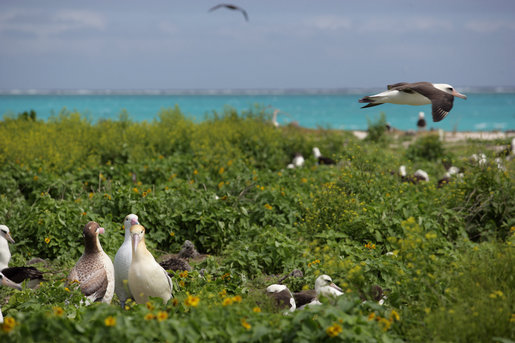
Albatro di Laysan (Phoebastria immutabilis) e albatro codacorta (Phoebastria albatrus)

L'area oceanica del monumento è amministrata dalla National Oceanic and Atmospheric Administration (NOAA): contiene anche una serie di rifugi, santuari, riserve e memoriali designati dagli Stati Uniti e dalle Hawaii con la propria amministrazione specializzata.
La riserva nazionale delle isole hawaiane, vasta 1.029,6 km², è nel monumento ed è amministrato dal Stati Uniti Fish and Wildlife Service (FWS).
Circa 340.000 km² del monumento facevano già parte della riserva dell'ecosistema della barriera corallina delle isole nordoccidentali hawaiane, designata nel 2000. Il monumento comprende anche la riserva naturale nazionale dell'atollo di Midway (2.391,7 km²) e il memoriale nazionale della battaglia delle Midway, il santuario degli uccelli marini dello Stato delle Hawaii presso l'atollo di Kure e il rifugio marino statale delle isole hawaiane nordoccidentali.

## Galleria d'immagini

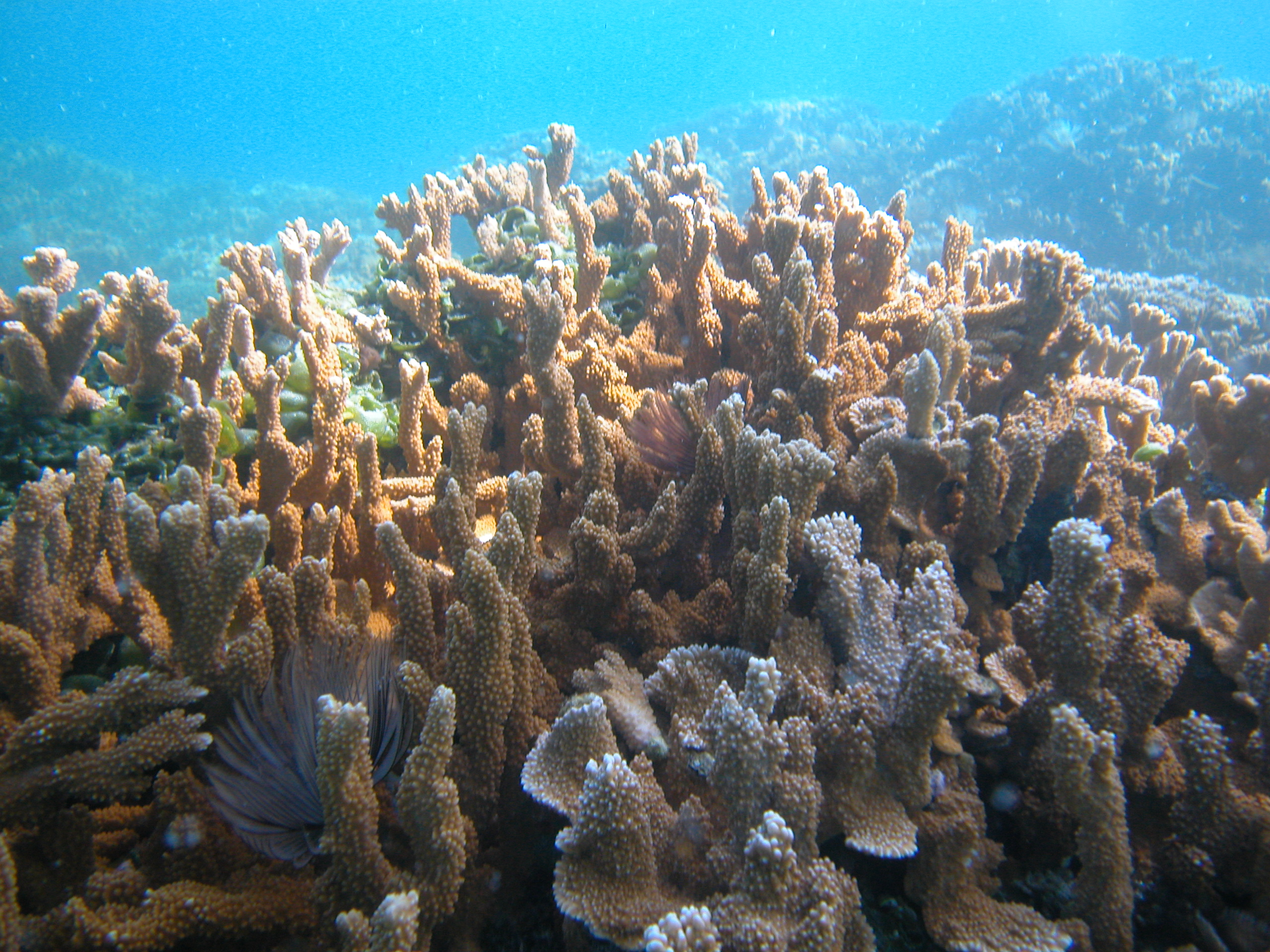
Barriera corallina
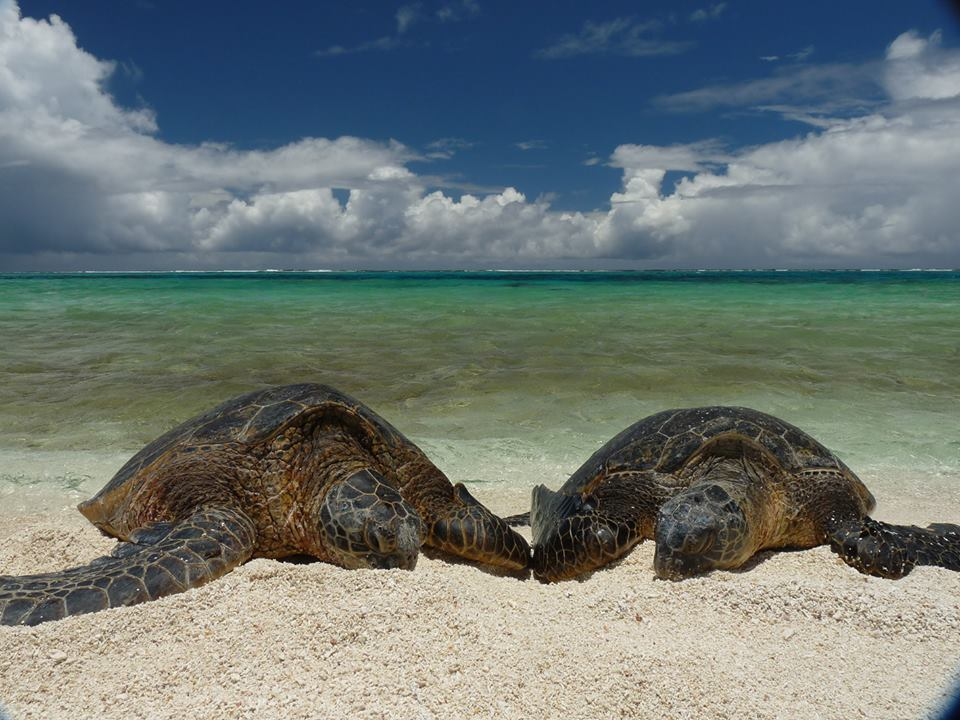
Tartaruga verde
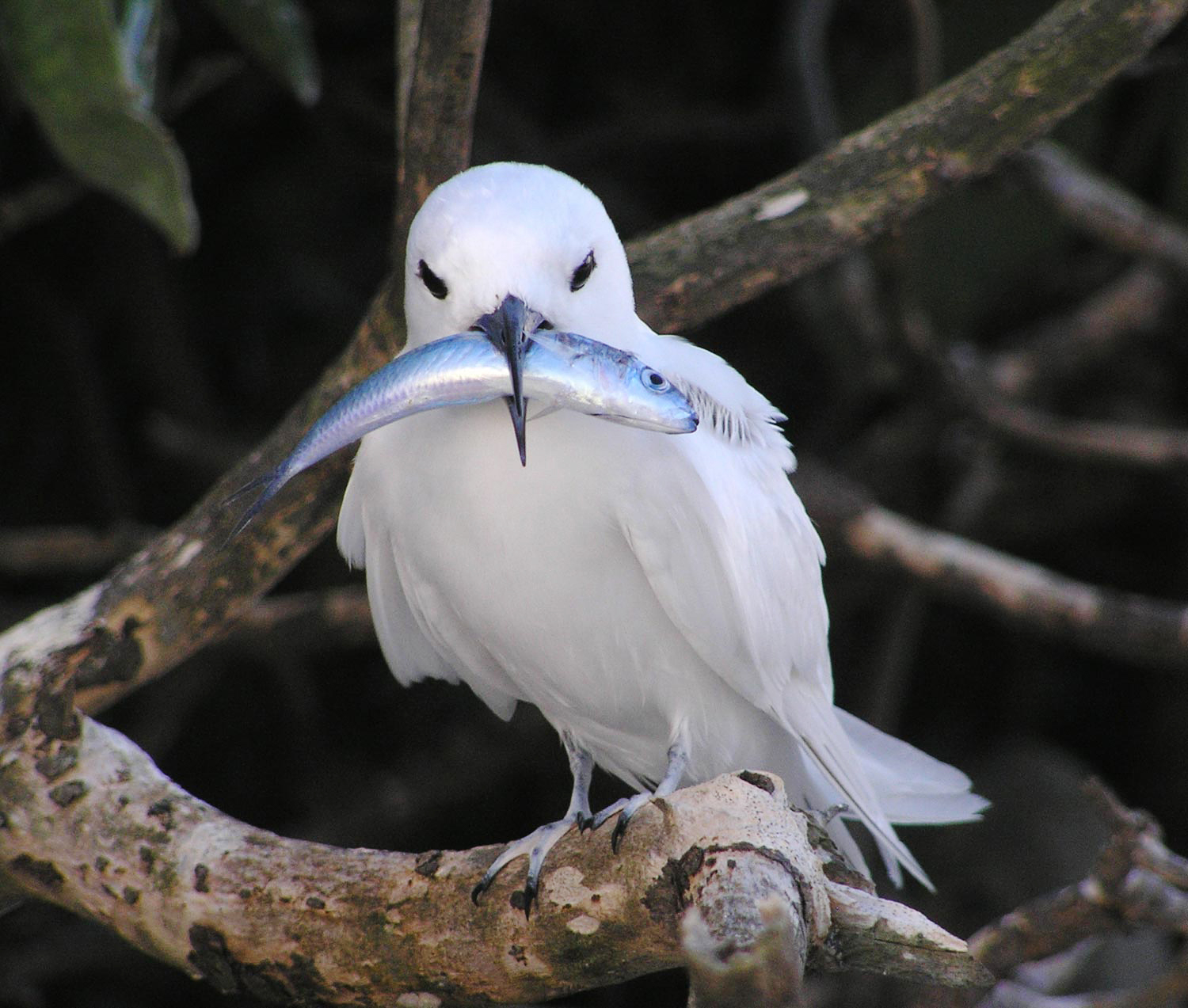
Sterna bianca (Gygis alba) nel parco
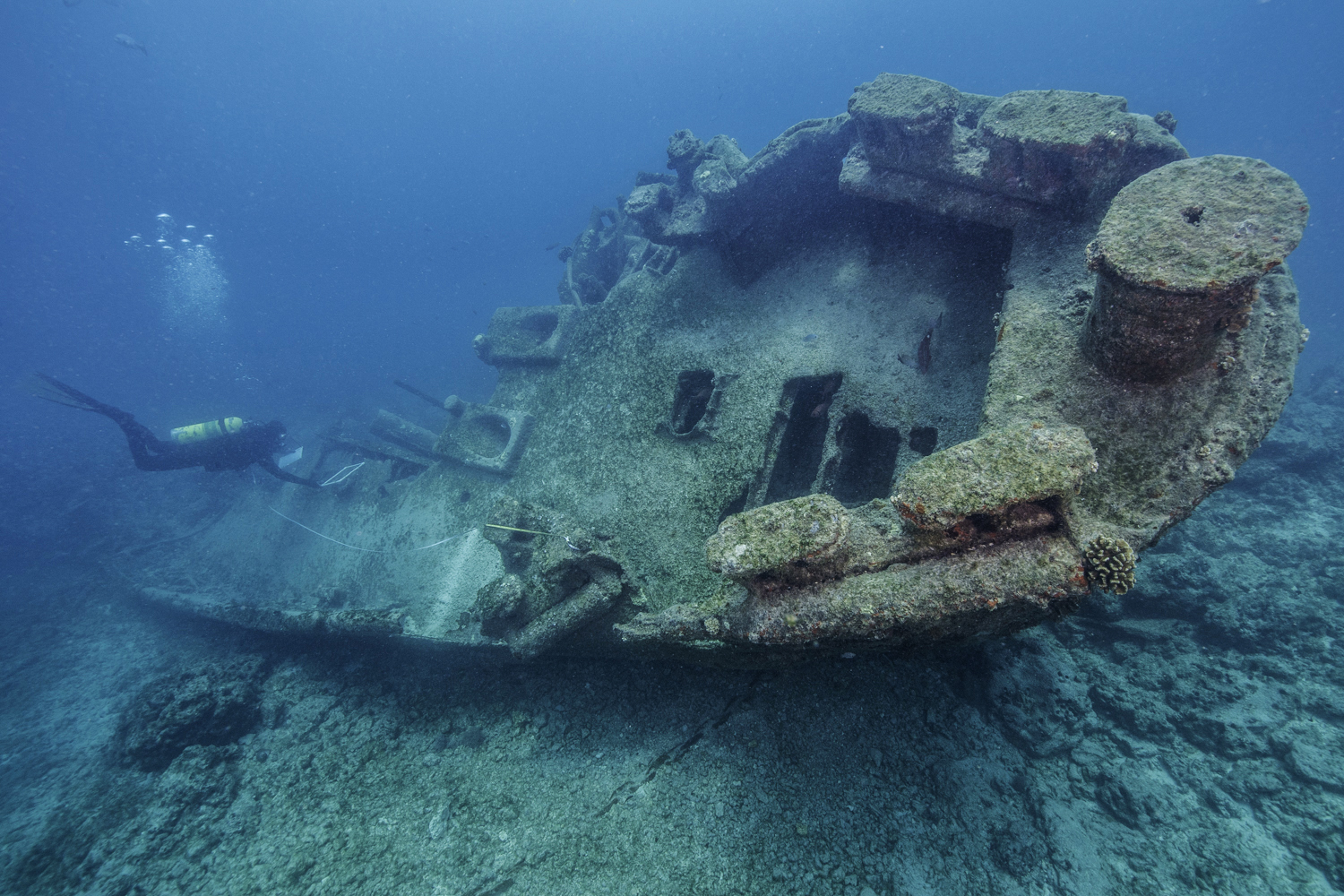
Rottame della USS Macaw, impegnata nel 1942 nella battaglia delle Midway
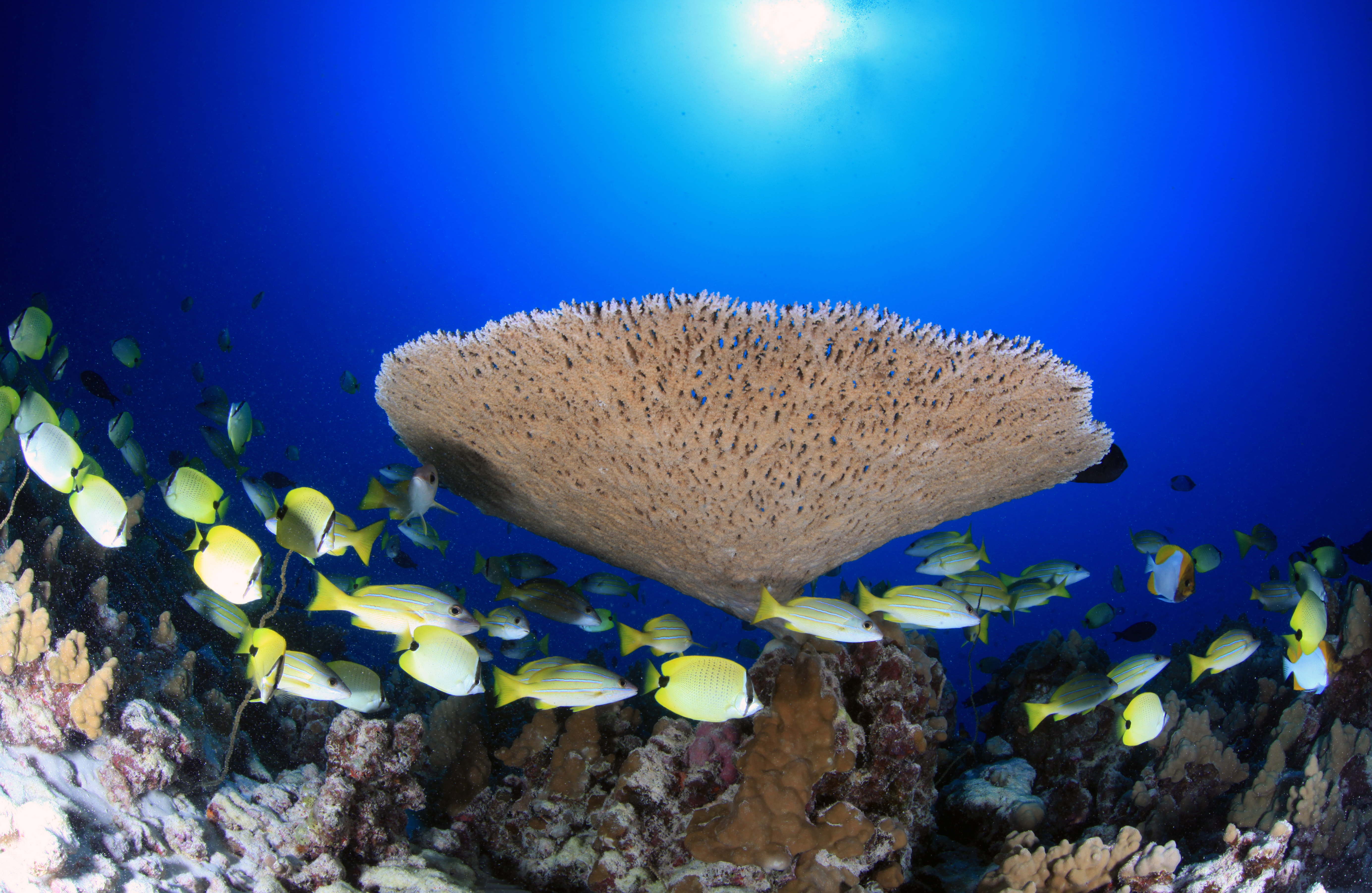
Acropora cytherea presso French Frigate Shoals
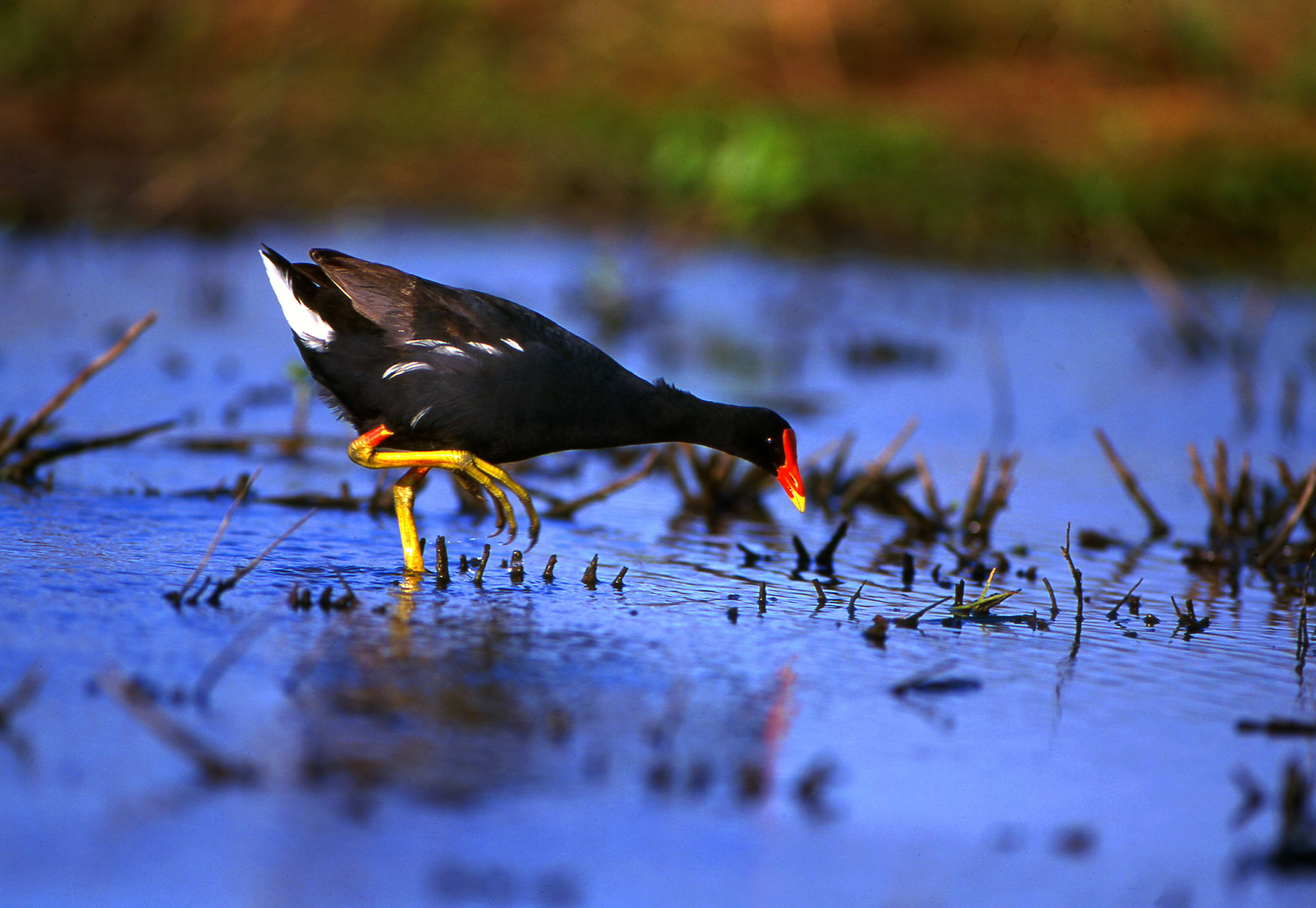
Gallinula hawaiana (Gallinula galeata sandvicensis)
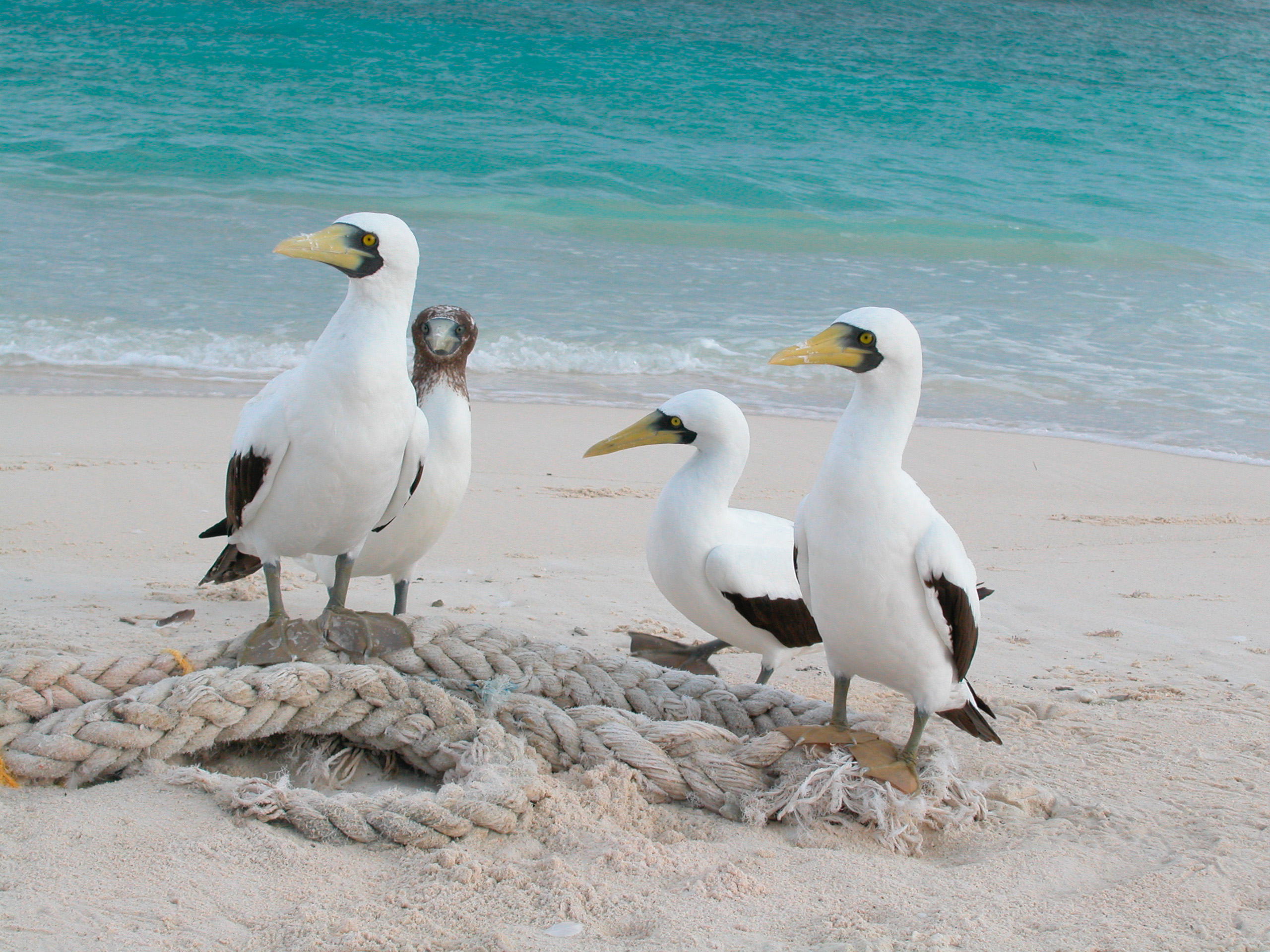
Gruppo di sule mascherate (Sula dactylatra)
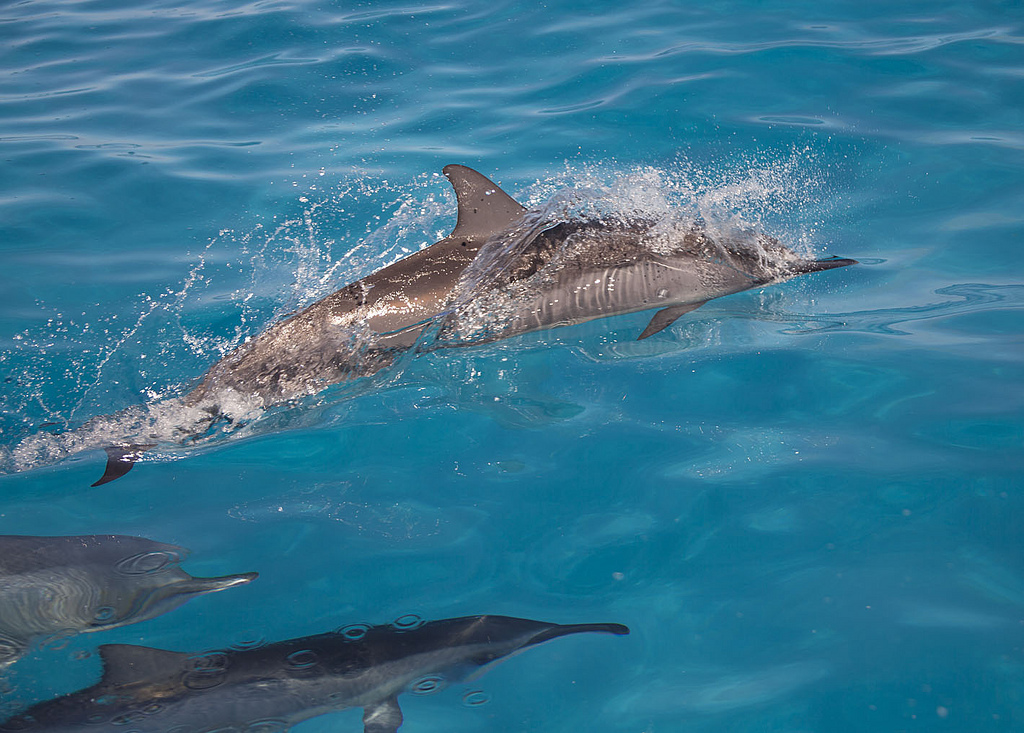
Stenella dal lungo rostro (Stenella longirostris) presso l'atollo di Midway